# 福新街道
福新街道，是中华人民共和国山東省烟台市福山区下辖的一个乡镇级行政单位。

## 行政区划
福新街道下辖以下地区：
盐场社区、永福园社区、姜刘疃社区、蒲湾社区、泊子社区、小陈家社区、臧家社区、招贤社区、小杨家社区、大杨家社区、小河子社区、黄泥沟社区、巨盆李家社区、上庄社区、柳行社区、黄家社区、褚佳疃社区、刘家埠社区、邢家山子社区、山前李家社区、垆上社区、十里堡社区、永青社区和富祥社区。

## 人口
2010年中国第六次人口普查时，福新街道共有人口59633人。共有家庭17847户，平均每户2.56人。14岁以下的少年儿童共7401人，占总人口12.41%；15-64岁人口共49455人，占总人口82.93%；65岁及以上的老年人共2777人，占总人口的4.656%。男性共计30526人，占总人口51.18%；女性共计29107，占总人口48.81%。本地居住的人口中，拥有本地户籍的人口为25652人，占43.01%。